# Vera Hall
Pour les articles homonymes, voir Hall.
Adell Hall Ward, plus connue sous le nom de Vera Hall (6 avril 1902 - 29 janvier 1964), est une chanteuse américaine de musique folk, née à Livingston (Alabama), aux États-Unis.
Elle est surtout connue pour sa chanson Trouble So Hard (1937). Elle a été intronisée au Alabama Women's Hall of Fame en 2005.

## Biographie
Vera Hall grandit près de Livingston, en Alabama. Sa mère et son père, Agnès Efron et Zully Hall, lui enseignent des chansons telles que I Got the Home, In the Rock et When I'm Standing Wondering, Lord, Show Me the Way, elle chantera toute sa vie. 
Hall se marie, en 1917, avec Nash Riddle, un mineur de charbon, et donne naissance à leur fille, Minnie Ada Riddle, morte prématurément en 1920. 
À la fin des années 1930 le chant de Vera Hall a gagné une renommée dans tout le pays.
En 1937 l'ethnomusicologue John Lomax rencontre Vera Hall en Alabama. Elle lui chante a capella plusieurs titres dont Trouble So Hard.
Vera Hall meurt en janvier 1964 à Tuscaloosa  en Alabama.
Prisés par les universitaires et les amateurs de chansons traditionnelles populaires, les enregistrements de Vera Hall sont des exemples des débuts du blues et des chansons folkloriques nord-américaines que l'on ne trouve nulle part ailleurs.

## Héritage
- Le fils de Lomax, Alan, a également soutenu Vera Hall - en l'amenant notamment à New York pour une représentation à l'Université Columbia en 1948 et en assemblant Rainbow Sign, un livre basé sur la vie et les histoires de Hall.
- Le morceau de Moby paru en 2000, intitulé Natural Blues, est essentiellement un remix étendu de la chanson Trouble So Hard (1937)[2].
- Un repère historique en l'honneur de Vera Hall a été consacrée le 21 avril 2007 à Livingston.